# 糸川燿史
糸川 燿史（いとかわ ようし、1934年11月23日 - 2024年2月）は、大阪を拠点として活動した日本の写真家、映像作家。

## 経歴
三重県に生まれ、1950年に大阪へ移り住み、1955年ころから大阪を拠点に「街や人々」の写真撮影に取り組み始めた。
やがて、特に初期の関西フォークに関わったミュージシャンたちや、吉本興業などの芸人のポートレイト写真で、広く知られるようになった。
2004年には、砂川正和らの活動を捉えた3時間に及ぶドキュメンタリー映像作品『東京ダンシング！アフリカ』を発表した。
晩年は闘病生活を続けながら、回顧展を準備していたが、その開催が近づいた2024年2月に死去した。この企画は、「糸川燿史写真展「回顧録」」として2024年5月14日から6月9日まで、大阪大学中之島芸術センターで開催された。

## おもな著作

### 写真集
- ジェイズ・バーのメモワール：映画「風の歌を聴け」よりー糸川燿史写真集、プレイガイドジャーナル社、1981年
- グッバイ・ザ・ディランII : 歌が駆けぬけた!69-74：糸川燿史写真集、ビレッジプレス、2006年
- 糸川燿史写真集：FUNKY DAYS、イトカワスタジオ、2018年

### その他
- （中島らもの小説との共作）流星シャンハイ、双葉社、1994年
- パラダイス街道：大阪-東京徒歩ひとり旅、双葉社、1994年
- 東海道徒歩38日間ひとり旅、小学館、2001年